# スコット・クルーフ
スコット・クルーフ（Scott Kroopf、1951年6月20日 - ）は、アメリカの映画プロデューサー。

## 来歴
カリフォルニア大学アーバイン校で学び、エンバシー・ピクチャーズ、ローブ＝アッカーマンなどで映画製作に携わる。
2000年にテッド・フィールズと「レイダー・ピクチャーズ」を設立。

## 主な作品
- ビルとテッドの大冒険 Bill & Ted's Excellent Adventure (1989)
- 訴訟 Class Action (1991)
- ビルとテッドの地獄旅行 'Bill & Ted's Bogus Journey (1991)
- アフリカン・ダンク 'The Air Up There (1994)
- ターミナル・ベロシティ Terminal Velocity (1994)
- ジュマンジ Jumanji (1995)
- 陽のあたる教室 Mr. Holland's Opus (1995)
- BOYS Boys (1996)
- グリッドロック Gridlock'd (1996)
- ベリー・バッド・ウェディング Very Bad Things (1998)
- 奇蹟の輝き What Dreams May Come (1998)
- プリティ・ブライド Runaway Bride (1999)
- Teaching Mrs. Tingle (1999)
- ピッチブラック Pitch Black (2000)
- ル・ディヴォース/パリに恋して Le Divorce (2003)
- インプラント They (2002)
- ラスト サムライ The Last Samurai (2003)
- リディック The Chronicles of Riddick  (2004)
- マスク2 Son of the Mask (2005)
- ザスーラ Zathura: A Space Adventure (2005)
- アメリカを売った男 Breach (2007)
- ワン・ミス・コール One Missed Call (2008)